# Emilio Aguinaldo
General Emilio Aguinaldo y Famy (født 22. marts 1869, død 6. februar 1964) var en filippinsk general, politiker og uafhængighedsleder. Han spillede en medvirkende rolle i den filippinske uafhængighed under den Filippinske revolution mod Spanien og den Den filippinsk-amerikanske krig, der gjorde modstand mod den amerikanske besættelse. Han lovede til sidst sin troskab til den amerikanske regering. 
I Filippinerne anses Aguinaldo for at være landets første og den yngste filippinske præsident, selv om hans regering har undladt at indhente udenlandske anerkendelser.